# Печери Вірменії

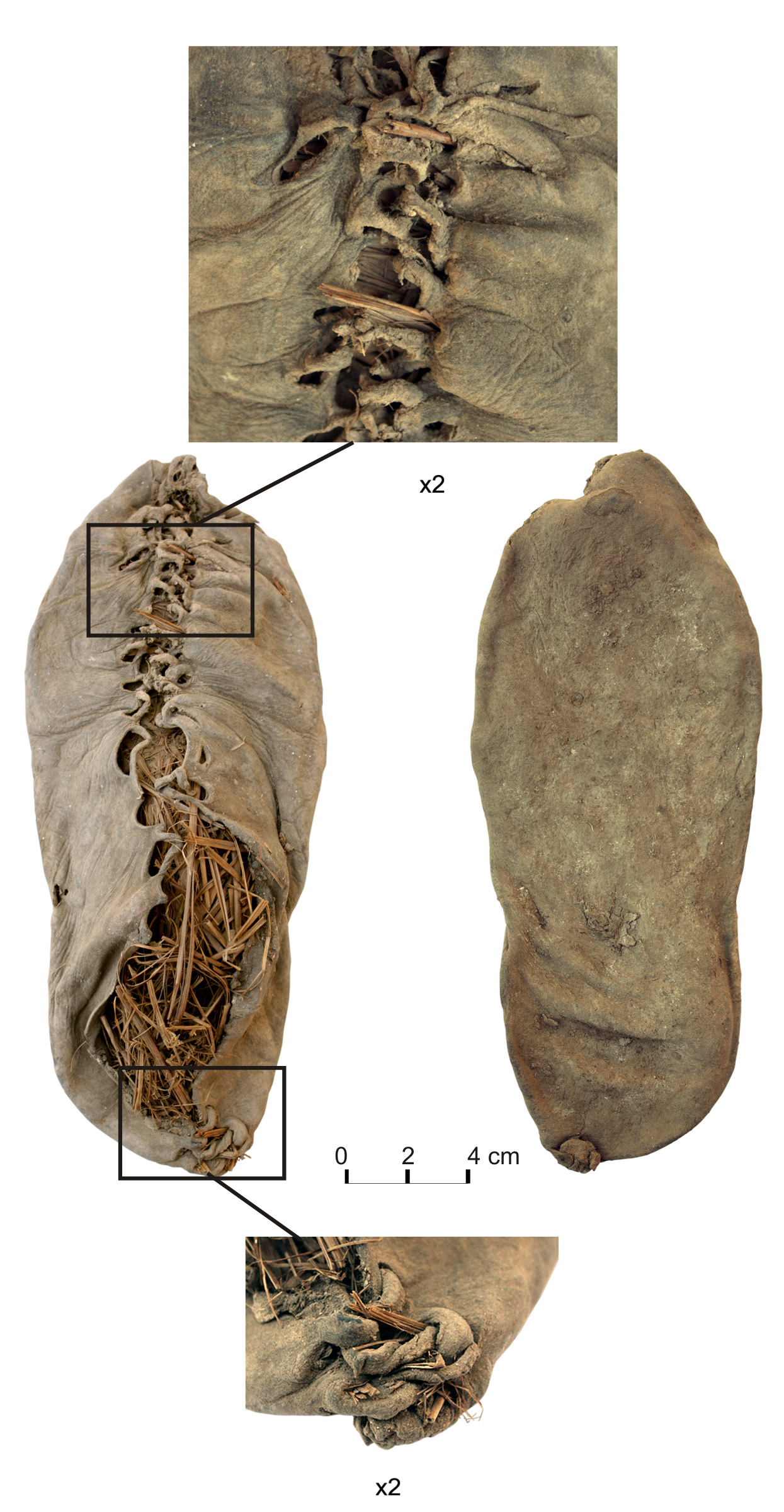
Взуття віком понад 5500 років у печері Арені, Вірменія

На території Вірменії розташована досить велика кількість печер, що є наслідком високої вулканічної активності у даному регіоні раніше.
Серед вірменських печер найбільшу популярність має печера Арені, де було знайдено найстаріше взуття в світі віком 5500 років і виявлено одну з найдавніших виноробень в світі, де виробляли вино приблизно в 4000 році до нашої ери.

## Список печер Вірменії
Нижче наведено список деяких печер Вірменії.
| Назва печери      | Оригінальна назва | Місцеположення                          |
| ----------------- | ----------------- | --------------------------------------- |
| Магілі (Когтя)    | Մագիլի            | Область Вайоц-Дзор, поблизу села Вайк   |
| Мозров            | Մոզրով            | Область Вайоц-Дзор, поблизу села Мозров |
| Кармир            | Կարմիր            | Область Вайоц-Дзор, поблизу села Мозров |
| Кіклоп            | Կիկլոպ            | Область Вайоц-Дзор, поблизу села Мозров |
| Сатані Камурдж    | Սատանի կամուրջի   | Область Сюнік, поблизу монастыиря Татев |
| Лернаніст (Сурбі) | Լեռնանիստ         | Область Котайк, поблизу села Лернаніст  |
| Арени             | Արենիի            | Область Вайоц-Дзор, поблизу села Арені  |
| Луйс              | Լույս             | Область Арарат                          |

## Список печерних комплексів Вірменії
Нижче наведено список деяких печерних комплексів Вірменії.
| Назва печери | Оригінальна назва | Місцеположення                                                                     |
| ------------ | ----------------- | ---------------------------------------------------------------------------------- |
| Амасія       | Ամասիա            | Область Шірак                                                                      |
| Пайтасар     | Փայտասար          | Область Тавуш; 4 км на південь від села Кохб                                       |
| Даштакар     | Դաշտաքար          | Область Арарат                                                                     |
| Хор ор       | Խոր հոր           | Область Арарат; 3 км на півд.-схід від села Шагапа                                 |
| Андзавік     | Անձավիկ           | Область Арарат; 20 км на півд.-схід від міста Веді, правим берегом річки Ухтуакунк |
| Арцванік     | Արծվանիկ          | Область Сюнік; село Арцванік                                                       |

## Галерея

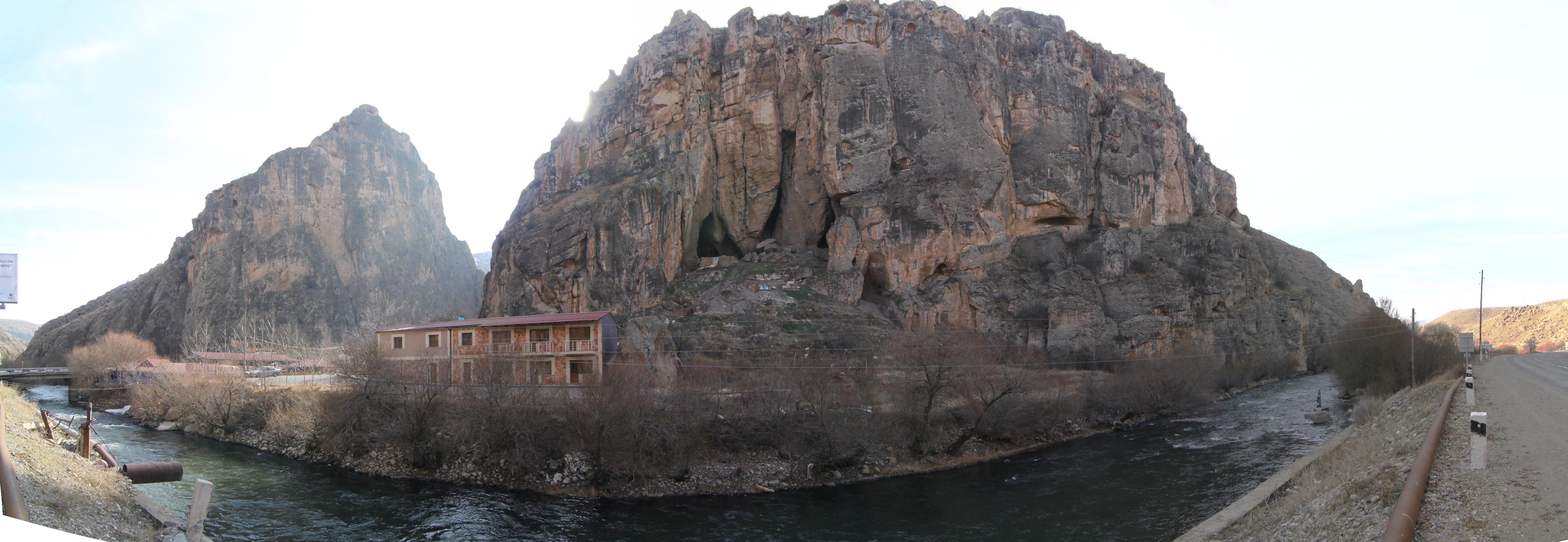
Вид на печеру Арені з берега річки Арпа

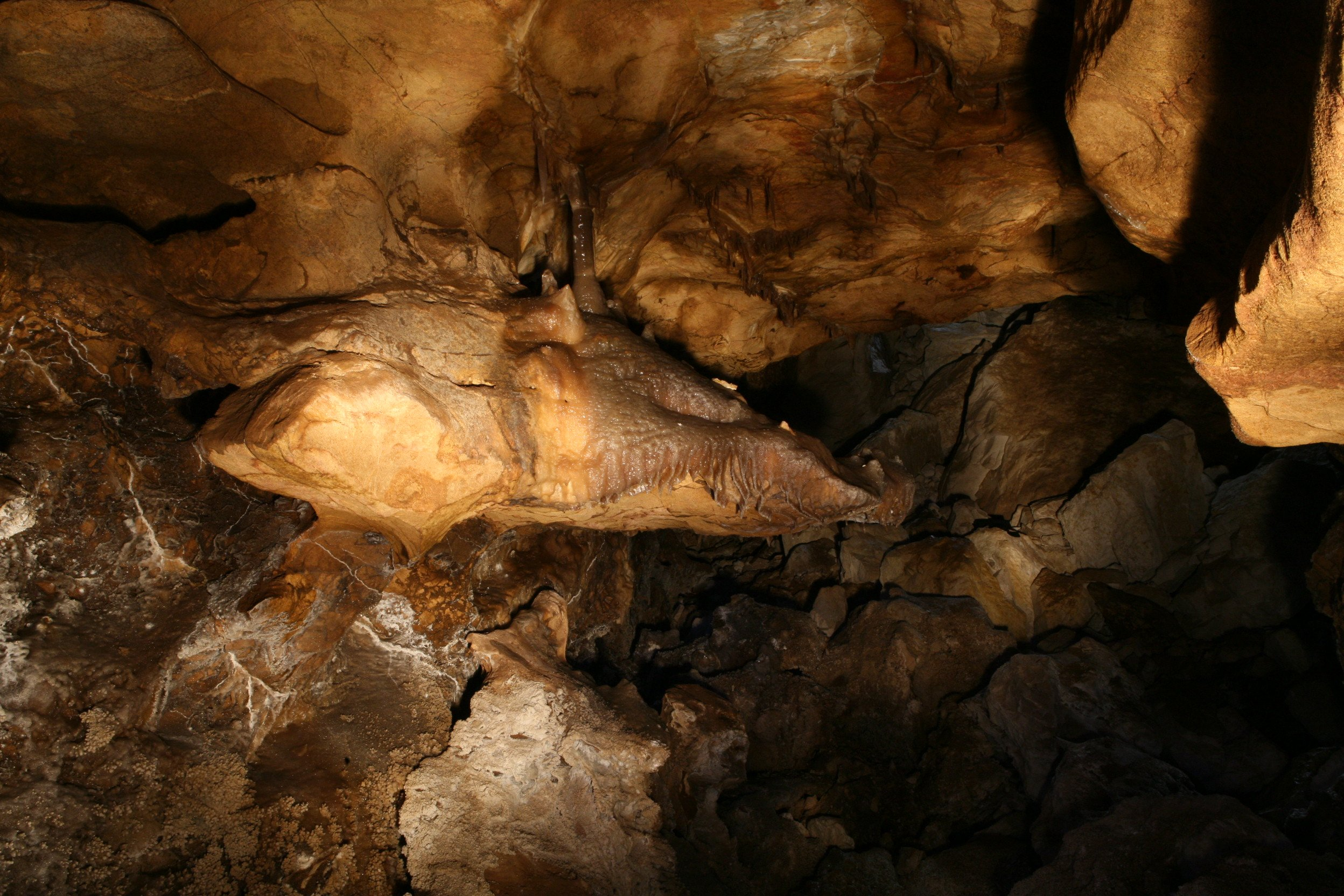
Печера Когтя
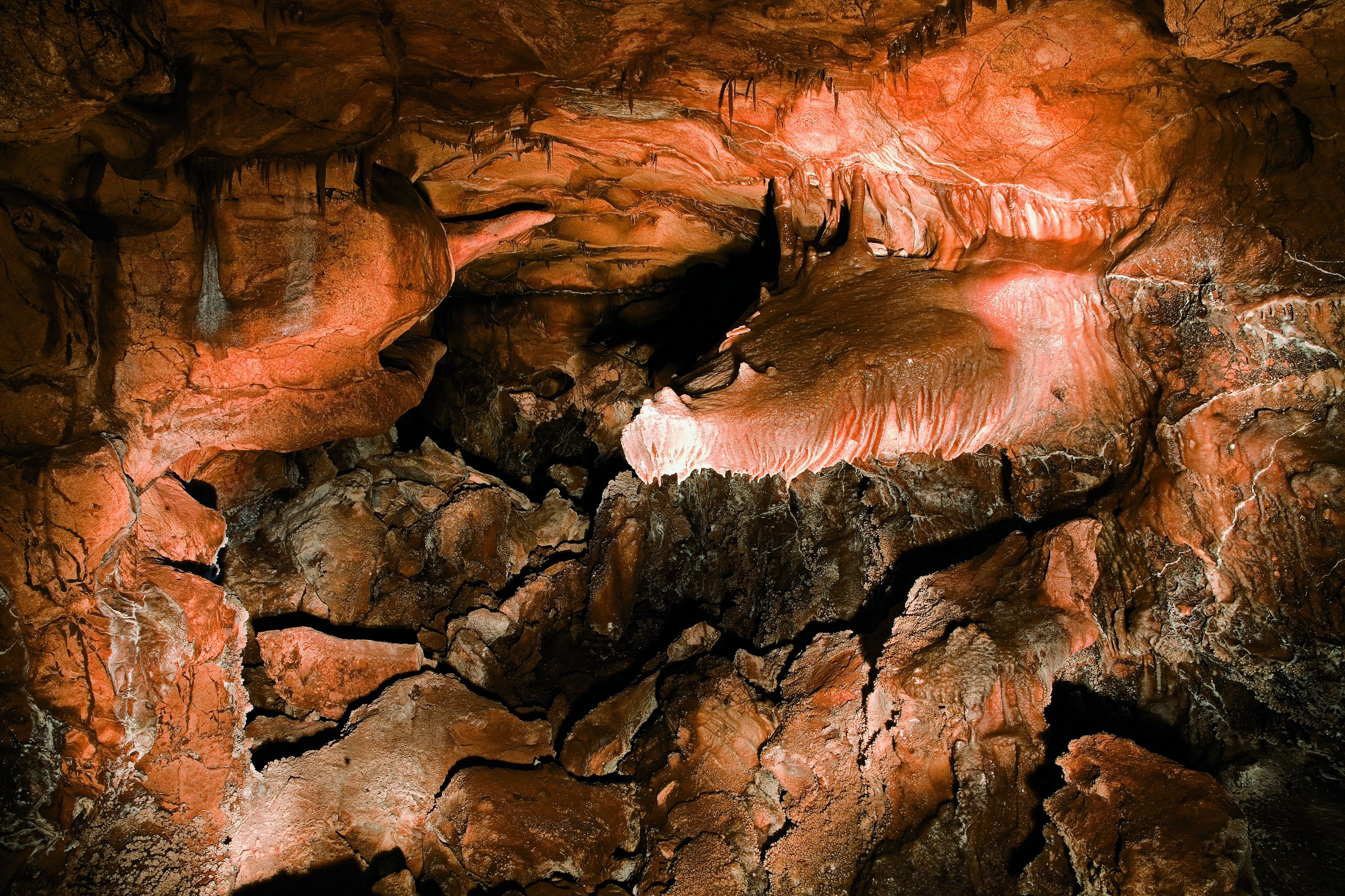
Печера Когтя

## Ресурси Інтернету
- Caves, speleological tourism in Armenia  [Архівовано 15 червня 2013 у Wayback Machine.]